# 2017년 가오 폭탄 테러
2017년 1월 18일 말리 가오의 한 군사 기지에 차량 폭탄 테러가 발생하였다. 이 테러로 77명이 사망하였으며, 말리 역사상 가장 많은 사상자를 낸 테러가 되었다.